# Steinkohlengrube Prezydent

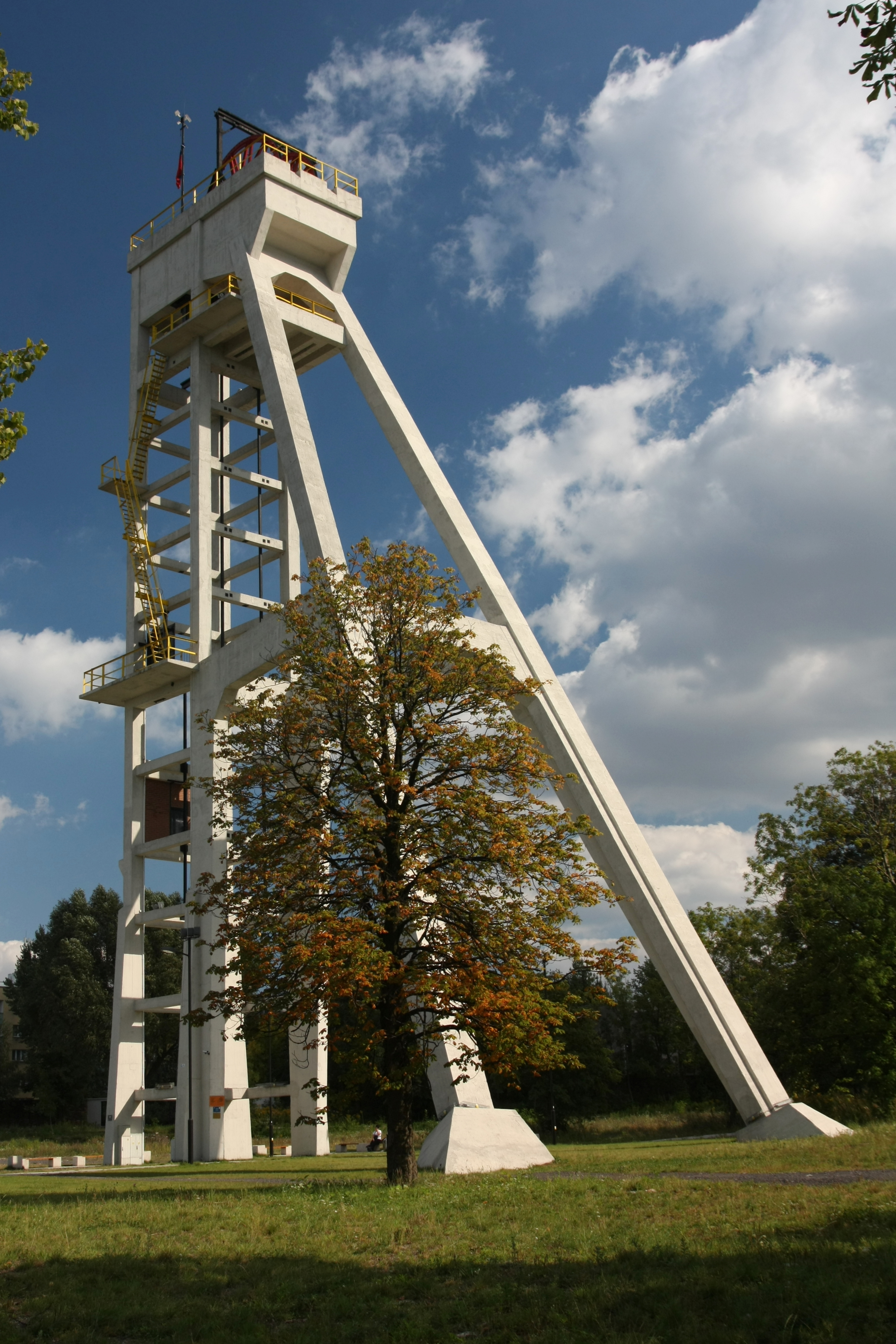
Steinkohlengrube Prezydent

Die Steinkohlengrube Prezydent ist ein ehemaliges Steinkohlebergwerk in Chorzów, Woiwodschaft Schlesien, dem früheren Königshütte in Oberschlesien. Die Grube wurde in den Jahren 1931 bis 1933 erneuert. Das aus Stahlbeton errichtete und 42,5 Meter hohe Fördergerüst wurde von dem Architekten Ryszard Heilemann entworfen.

## Geschichte
Das Südostfeld der bis 1922 König genannte Grube wurde nach dem damaligen polnischen Präsidenten Ignacy Mościcki benannt und erhielt nach dem Zweiten Weltkrieg den polnischen Namen Król. 1972 wurde sie Teil der Grube Polska. Nach der Wende wurde 1993 dieser Teil des oberschlesischen Steinkohlebergbaus stillgelegt. 1996 wurden die Sortieranlage und weitere Anlagen ausgeschlachtet.
2008 kaufte die Stadt Chorzów das Betriebsgelände mit dem Fördergerüst, welches einst zu den modernsten seiner Art in Europa gehörte. Im Jahre 2009 begannen Reparaturarbeiten am Fördergerüst, die Seilscheiben erhielten einen roten Anstrich, die Betonkonstruktion wurde weiß gestrichen. Nachts kann das Gerüst effektvoll angestrahlt werden. Seit dem 4. November 2010 ist das Fördergerüst ein geschütztes technisches Denkmal und Teil der Route der Technischen Denkmäler in der Woiwodschaft Schlesien (Szlak Zabytków Techniki Województwa Śląskiego).
Seit 2010 ist das frühere Betriebsgelände mit seinen Gebäuden aus der Zeit vor dem Ersten Weltkrieg saniert. Ein Verein betreibt dort ein Kultur- und Gastronomiezentrum, in welchem neben einem Theater und einer Galerie ein Hotel, Gastronomie und ein Wellnesszentrum eingerichtet wurde.